# Tóth Antal (grafikus)
Tóth Antal, művésznevén Tónió (Mohács vagy Budapest, 1960. június 17. –) grafikus, karikaturista.
Rajzkészségét szobrászművész édesapjától örökölte, a Tónió név később, katonaévei alatt ragadt rá. 
Pécsen tanult az Építőipari Szakközépiskolában, képzőművészetek iránti érdeklődése 1980 körül mutatkozott először. Néhány önképzőkörben és nyelvtanulással telt év után, 1986-tól a Damjanich utcai Dekoratőr Iskolában folytatta tanulmányait.
1987-ben felvételt nyert az Iparművészeti Főiskola (mai nevén Moholy-Nagy Művészeti Egyetem) grafika és formatervezés szakára, amit 1991-ben végzett el. A főiskola évei alatt gyors, vázlatszerű rajzokat készített évfolyamtársairól, ekkor derült ki számára, hogy nagyszerű érzéke van a portrékarikatúra-rajzoláshoz. 
Nyaranta portrékat rajzolt a Vörösmarty téren korzózó turistákról – itt fedezte fel Dluhopolszky László, a Ludas Matyi hetilap akkori főszerkesztője. Az első, Antall Józsefet ábrázoló címlap rajz megjelenése után, 1990-ben érkezett a felkérése az Uborka című bábkabaré figuráinak megtervezésére. Feladata a gumibáb karakterének megrajzolása volt, mielőtt a szobrász gyurmából megmintázza a figurát. A műsor 2001-ig futott a Magyar Televízióban.
Magyar és külföldi zenészekről, színészekről, írókról, sportolókról, politikusokról készít karikatúrákat, melyeket több mint 100 kiállításon mutatott be. Rajzai rengeteg magyar háztartás falain megtalálhatók.